# رضا بابوش
محمد رضا بابوش ، هو لاعب كرة قدم جزائري من مواليد 3 جويلية 1979 بسكيكدة ، وهو يلعب في نادي مولودية الجزائر .يمتاز بالقوة البدنية وبالرجل اليسرى القوية التي يستطيع تسجيل الأهداف البعيدة والمخالفات المباشرة.

## مسيرته الكروية
مع المنتخب
- لعب رضا أول مبارته مع المنتخب الأول مباشرة دون المرور بالفئات الصغرية وشارك في مياراة الفوز على مالي ب3-0 .
- بابوش شارك مع المنتخب الجزائري في بطولة كأس الأمم الأفريقية لكرة القدم 2010 في أنغولا ولكنه لم يشارك إلا في مباراة تحديد المركز الثالث والتي خسرته الجزائر أمام نيجيريا.

## الإنجازات
مع الأندية
- مولودية الجزائر:
  - الدوري الجزائري (1):
    - البطل: 2010 .

  - كأس الجمهورية (2):
    - البطل: 2006 ، 2007 .

  - كأس السوبر الجزائري (2):
    - البطل: 2006 ، 2007 .

## روابط خارجية
- رضا بابوش على موقع قاعدة بيانات كرة القدم.إي يو (الإنجليزية)
- رضا بابوش على موقع ناشيونال فوتبول تيمز (الإنجليزية)
- رضا بابوش على موقع Soccerway.com (الإنجليزية)